# NGC 1911
NGC 1911 = NGC 1920 ist die Bezeichnung eines Emissionsnebels mit einem eingebetteten offenen Sternhaufen im Sternbild Dorado am Südsternhimmel. Das Objekt wurde am 2. November 1834 vom britischen Astronomen John Herschel entdeckt.